# André Krul
André Krul (Grootschermer, 4 de mayo de 1987) es un futbolista neerlandés que juega de portero en el Glacis United F. C. de la Liga Nacional de Gibraltar.

## Clubes
| Club                      | País         | Año       |
| ------------------------- | ------------ | --------- |
| F. C. Utrecht             | Países Bajos | 2008-2012 |
| S. C. Telstar (cedido)    | Países Bajos | 2009-2010 |
| Sparta Rotterdam (cedido) | Países Bajos | 2010-2011 |
| AGOVV Apeldoorn (cedido)  | Países Bajos | 2011      |
| Valletta F. C.            | Malta        | 2012      |
| Boyacá Chicó              | Colombia     | 2012-2013 |
| Bayamón                   | Puerto Rico  | 2014      |
| K. F. C. Turnhout         | Bélgica      | 2015      |
| Cambuur Leeuwarden        | Países Bajos | 2015-2016 |
| Iwakai FC                 | Japón        | 2016      |
| SV Spakenburgo            | Países Bajos | 2017      |
| Preston Lions             | Australia    | 2018      |
| Jong Ajax                 | Países Bajos | 2018-2019 |
| Alemannia Aquisgrán       | Alemania     | 2019-2020 |
| Jong AZ                   | Países Bajos | 2020-2021 |
| VV Katwijk                | Países Bajos | 2021-2022 |
| Glacis United F. C.       | Gibraltar    | 2022-     |